# Нуриева, Сона Пири кызы
Сона Пири кызы Нуриева (азерб. Sona Piri qızı Nuriyeva; 15 декабря 1915, с. Амирджаны близ Баку — 1986, Баку) — советская лётчица, депутат Верховного Совета СССР 1-го созыва, одна из первых лётчиц-азербайджанок.

## Биография
В 1930 году окончила среднюю школу и поступила в Бакинский аэроклуб. Окончила в 1932 году Бакинский клуб лётчиков. С 1932 по 1934 год работала инструктором в Бакинском аэроклубе.
В 1936 году окончила Батайскую лётную школу, куда поступила в 1934 году. С 1945 года — член КПСС, состояла в Бакинском клубе лётчиков. Сона Нуриева являлась одной из первых лётчиц-азербайджанок, а также первой женщиной-депутатом от Азербайджанской ССР. Работала лётчицей в управлении гражданской авиации Азербайджанской ССР.
В 1936—1937 гг. была лётчицей 222-го авиаотряда Закавказского управления гражданского воздушного флота СССР, с 1937 по 1943 год — лётчицей 19-го авиаотряда Азербайджанской авиагруппы, с 1943 по 1945 год — лётчицей 9-го транспортного авиаотряда Азербайджанского управления гражданского воздушного флота СССР. В Великой Отечественной войне участвовала, выполняя особые миссии полётами в Тегеран.
С 1945 года перешла на полёты на международных воздушных линиях (Германия, Болгария, Югославия, Польша и т. д.). В 1949—1968 годы работала в Забратском аэропорту.
С 1968 года — персональный пенсионер республиканского значения, с 1978 года — персональный пенсионер союзного значения.
Избиралась депутатом Верховного Совета СССР 1-го созыва.
Была награждена орденами Ленина (27.01.1936) и «Знак Почета» и медалями. Нуриевой посвящён ряд очерков и стихов. Также Сона Нуриева награждена Почётным дипломом Азербайджанской ССР.